# 287 a. C.
El año 287 a. C. fue un año del calendario romano prejuliano. En el Imperio romano se conocía como el Año 469Ab urbe condita

## Acontecimientos

### Grecia
- Los macedonios se resienten de la extravagancia y la arrogancia de Demetrio Poliorcetes y no están preparados para combatir en una difícil campaña contra él. Cuando Pirro de Epiro toma la ciudad macedonia de Veroia, el ejército de Demetrio pronto lo abandona y se pasa al lado de Pirro pues los macedonios lo admiran mucho por su valentía. Con este cambio de la fortuna, Fila, la madre de Antígono, se mata con veneno.
- Demetrio decide dejar a Antígono a cargo de la guerra en Grecia, reúne todos sus barcos y se embarca con sus tropas para atacar Caria y Lidia, provincias de Asia Menor controladas por Lisímaco.
- Lisímaco envía a su hijo Agatocles contra Demetrio. Agatocles derrota a Demetrio y lo expulsa de las provincias de su padre.
- Pirro es proclamado rey de Macedonia.

### República romana
- Una nueva ley, la Lex Hortensia, da mucho más poder a la asamblea de plebeyos en comparación con el Senado. Esta ley es aprobada después de una amenaza por parte de los soldados plebeyos de separarse. Frente a esta amenaza, el Senado accede a las preocupaciones de los plebeyos sobre su falta de poder político y sobre su nivel de endeudamiento respecto a la aristocracia. La ley recibe el nombre de Quinto Hortensio, un plebeyo, que es nombrado dictador para resolver la controversia.
- Aprobada la Lex Hortensia, en teoría las distinciones políticas en Roma entre los patricios y los plebeyos desaparecen. Sin embargo, en la práctica, la coalición de familias plebeyas líderes mantiene el control lo que significa que los patricios son capaces en gran medida de anular el poder de las asambleas. De manera que el gobierno romano sigue siendo de carácter oligárquico.

## Nacimientos
- Arquímedes de Siracusa, matemático y geómetra.
- Antíoco II Teos, futuro rey seléucida.

## Fallecimientos
- Teofrasto, filósofo peripatético (n. 371 a. C.) (fecha aproximada).